# Wienerbrød
Wienerbrød „vídeňský chléb“ je dánské sladké pečivo z plundrového těsta, podobné například francouzskému croissantu. Často je plněno pastou z másla, cukru a ořechů zvanou remonce, džemem, krémem, ovocem a ochuceno kořením, jako je kardamom. Zpravidla se servíruje k snídani, když se podává odpoledne ke kávě, vyrábí se ve větším rozměru a říká se mu wienerbrodsstang. Jeho původ leží v cestách dánských pekařů a cukrářů do Vídně.
Pod anglickým názvem Danish pastry „dánské (sladké) pečivo“ je Wienerbrød oblíben ve Spojených státech, kde jsou jeho počátky spojeny s Lauritzem C. Klittengem, dánským pekařem, který ho připravoval například na svatební hostinu amerického prezidenta Woodrowa Wilsona v roce 1915.